# ヨエンスー (小惑星)
ヨエンスー (1524 Joensuu) は、小惑星帯に位置する小惑星。フィンランド南西部の都市トゥルクで、ユルィヨ・バイサラによって発見された。
フィンランドの東部に位置する北カルヤラ県の県都、ヨエンスーに因んで命名された。